# World Tour w siatkówce plażowej 2006
World Tour w siatkówce plażowej 2006 był organizowany przez FIVB i składał się 14 turniejów męskich w tym cztery turnieje rangi Grand Slam oraz 15 turniejów żeńskich i również cztery turnieje rangi Grand Slam. Zaplanowane na październik męskie zawody w Kapsztadzie zostały odwołane. W Acapulco zwyciężyli Jake Gibb i Sean Rosenthal wśród mężczyzn oraz Misty May grająca w parze z Kerri Walsh wśród kobiet, co sprawiło, że Amerykanie wygrali ten sam turniej w obu kategoriach od lipca 1995 roku.

## Zawody

### Klasyfikacja turniejów
| Grand Slam |
| Open       |

### Mężczyźni
| Turniej                                                                          | 1 miejsce                                              | 2 miejsce                          | 3 miejsce                                            | 4 miejsce                           |
| -------------------------------------------------------------------------------- | ------------------------------------------------------ | ---------------------------------- | ---------------------------------------------------- | ----------------------------------- |
| China Open Szanghaj, Chiny 23 - 27 maja                                          | Márcio Araújo Fábio Luiz Magalhães 21-19, 21-18        | Franco Neto Pedro Cunha            | Julius Brink Christoph Dieckmann 19-21, 22-20, 16-14 | Emanuel Rego Ricardo Santos         |
| VIP Open Zagrzeb, Chorwacja 31 maja - 4 czerwca                                  | Emanuel Rego Ricardo Santos 21-14, 21-17               | Phil Dalhausser Todd Rogers        | Mike Lambert Stein Metzger 21-13, 16-21, 15-7        | Pedro Solberg Salgado Roberto Lopes |
| Easy Living Italian Open Roseto degli Abruzzi, Włochy 7 - 11 czerwca             | Patrick Heuscher Stefan Kobel 14-21, 21-17, 15-12      | Emanuel Rego Ricardo Santos        | Harley Marques Benjamin Insfran 25-23, 21-13         | Márcio Araújo Fábio Luiz Magalhães  |
| Volkswagen Open de Portugal Espinho, Portugalia 14 - 18 czerwca                  | Julius Brink Christoph Dieckmann 21-13, 21-17          | Emanuel Rego Ricardo Santos        | Franco Neto Pedro Cunha 21-19, 21-15                 | Riccardo Lione Matteo Varnier       |
| 1to1 energy Grand Slam Gstaad, Szwajcaria 21 - 25 czerwca                        | Emanuel Rego Ricardo Santos 21-17, 21-19               | Márcio Araújo Fábio Luiz Magalhães | Julius Brink Christoph Dieckmann 21-17, 16-21, 15-13 | Franco Neto Pedro Cunha             |
| ConocoPhillips Grand Slam Stavanger, Norwegia 28 czerwca - 2 lipca               | Emanuel Rego Ricardo Santos 21-19, 23-21               | Márcio Araújo Fábio Luiz Magalhães | Harley Marques Benjamin Insfran 21-9, 21-19          | Mariano Baracetti Martín Conde      |
| World Series 13 Marsylia, Francja 5 - 9 lipca                                    | Márcio Araújo Fábio Luiz Magalhães 21-15, 14-21, 15-12 | Emanuel Rego Ricardo Santos        | Franco Neto Pedro Cunha walkower                     | Patrick Heuscher Stefan Kobel       |
| Montréal Open Montreal, Kanada 12 - 16 lipca                                     | Márcio Araújo Fábio Luiz Magalhães 21-15, 21-13        | Markus Dieckmann Jonas Reckermann  | Emanuel Rego Ricardo Santos 21-18, 19-21, 15-7       | Franco Neto Tande Ramos             |
| St. Petersburg Open Petersburg, Rosja 19 - 23 lipca                              | Márcio Araújo Fábio Luiz Magalhães 21-18, 21-17        | Julius Brink Christoph Dieckmann   | Jochem De Gruijter Gijs Ronnes 21-19, 21-19          | Emanuel Rego Ricardo Santos         |
| Henkel Grand Chelem Paryż, Francja 6 - 30 lipca                                  | Márcio Araújo Fábio Luiz Magalhães 21-11, 21-17        | Jake Gibb Sean Rosenthal           | Emanuel Rego Ricardo Santos 21-14, 27-29, 16-14      | Julius Brink Christoph Dieckmann    |
| Grand Slam presented by Nokia Klagenfurt, Austria 2 - 6 sierpnia                 | Phil Dalhausser Todd Rogers 21-19, 21-17               | Emanuel Rego Ricardo Santos        | Márcio Araújo Fábio Luiz Magalhães 22-20, 21-17      | Mariano Baracetti Martín Conde      |
| Mazury Open presented by the Hotel Anders Stare Jabłonki, Polska 9 - 13 sierpnia | Emanuel Rego Ricardo Santos 21-19, 17-21, 15-9         | Franco Neto Pedro Cunha            | Wu Penggen Xu Linyin 18-21, 22-20, 15-10             | Márcio Araújo Fábio Luiz Magalhães  |
| Vitória Open Vitória, Brazylia 27 września - 1 październik                       | Julius Brink Christoph Dieckmann 21-17, 21-19          | Jake Gibb Sean Rosenthal           | Franco Neto Pedro Cunha 21-18, 21-19                 | Emanuel Rego Ricardo Santos         |
| Corona Open Acapulco, Meksyk 24 - 28 października                                | Jake Gibb Sean Rosenthal 19-21, 21-16, 15-13           | Emanuel Rego Ricardo Santos        | Phil Dalhausser Todd Rogers 21-14, 22-20             | Wu Penggen Xu Linyin                |

### Kobiety
| Turniej                                                             | 1 miejsce                                             | 2 miejsce                         | 3 miejsce                                         | 4 miejsce                            |
| ------------------------------------------------------------------- | ----------------------------------------------------- | --------------------------------- | ------------------------------------------------- | ------------------------------------ |
| Play Station Portable Italian Open Modena, Włochy 10 - 14 maja      | Juliana Felisberta Larissa França 21-19, 27-25        | Misty May Kerri Walsh             | Tian Jia Wang Jie 15-21, 21-18, 15-11             | Rachel Scott Elaine Youngs           |
| China Open Szanghaj, Chiny 24 - 28 maja                             | Xue Chen Zhang Xi 23-21, 21-14                        | Tian Jia Wang Jie                 | Juliana Felisberta Larissa França 21-14, 21-12    | Zhang Ying Zuo Man                   |
| Infote Athens Open Ateny, Grecja 31 maja - 4 czerwca                | Misty May Kerri Walsh 21-14, 21-14                    | Ji Linjun Wang Lu                 | Juliana Felisberta Larissa França 21-16, 26-24    | Rachel Scott Elaine Youngs           |
| 1to1 Energy Open Gstaad, Szwajcaria 20 - 24 czerwca                 | Misty May Kerri Walsh 21-17, 21-17                    | Juliana Felisberta Larissa França | Tian Jia Wang Jie 21-19, 21-14                    | Xue Chen Zhang Xi                    |
| ConocoPhillips Grand Slam Stavanger, Norwegia 27 czerwca - 1 lipca  | Juliana Felisberta Larissa França 21-18, 21-17        | Shelda Bede Adriana Behar         | Ana Paula Henkel Leila Barros 18-21, 21-16, 15-13 | Stephanie Pohl Okka Rau              |
| World Series 13 Marsylia, Francja 4 - 8 lipca                       | Juliana Felisberta Larissa França 21-19, 25-23        | Shelda Bede Adriana Behar         | Ana Paula Henkel Leila Barros 21-19, 17-21, 20-18 | Tian Jia Wang Jie                    |
| Montréal Open Montreal, Kanada 12 - 16 lipca                        | Ana Paula Henkel Leila Barros 21-15, 27-25            | Juliana Felisberta Larissa França | Tian Jia Wang Jie 13-21, 21-19, 15-12             | Stephanie Pohl Okka Rau              |
| St. Petersburg Open Petersburg, Rosja 19 - 22 lipca                 | Juliana Felisberta Larissa França 21-11, 21-17        | Xue Chen Zhang Xi                 | Shelda Bede Adriana Behar 21-11, 21-14            | Talita Antunes Renata Ribeiro        |
| Henkel Grand Chelem Paryż, Francja 25 - 29 lipca                    | Juliana Felisberta Larissa França 20-22, 21-15, 15-13 | Misty May Kerri Walsh             | Ana Paula Henkel Leila Barros 21-17, 21-15        | Shelda Bede Adriana Behar            |
| A1 Grand Slam presented by Nokia Klagenfurt, Austria 2 - 5 sierpnia | Tian Jia Wang Jie 20-22, 21-16, 15-11                 | Juliana Felisberta Larissa França | Stephanie Pohl Okka Rau 21-19, 21-15              | Vasso Karantasiou Vassiliki Arvaniti |
| GE Money Bank Warsaw Open Warszawa, Polska 30 sierpnia - 3 września | Tian Jia Wang Jie 22-20, 21-17                        | Xue Chen Zhang Xi                 | Ana Paula Henkel Leila Barros 21-15, 22-24, 15-8  | Alexandra Moiseeva Natalya Uryadova  |
| Porto Santo Line/TMN Open Porto Santo, Portgualia 13 - 17 września  | Talita Antunes Renata Ribeiro 38-36, 21-18            | Juliana Felisberta Larissa França | Tian Jia Wang Jie 21-15, 21-14                    | Helke Claasen Antje Röder            |
| Vitória Open Vitória, Brazylia 26 - 30 września                     | Juliana Felisberta Larissa França 19-21, 21-14, 15-10 | Ana Paula Henkel Leila Barros     | Misty May Kerri Walsh 21-17, 21-15                | Nicole Branagh Elaine Youngs         |
| Corona Open Acapulco, Meksyk 25 - 29 października                   | Misty May Kerri Walsh 21-15, 21-18                    | Talita Antunes Renata Ribeiro     | Nila Ann Håkedal Ingrid Tørlen 16-21, 21-17, 15-9 | Juliana Felisberta Larissa França    |
| Phuket Thailand Open Phuket, Tajlandia 1 - 5 listopada              | Xue Chen Zhang Xi 21-18, 21-15                        | Tian Jia Wang Jie                 | Misty May Kerri Walsh 21-15, 21-13                | Nila Ann Håkedal Ingrid Tørlen       |